# Garotos Podres
Garotos Podres (dt. etwa: Verkommene Jungs) sind eine brasilianische Oi!-Punk-Band aus Mauá in der ABC Paulista, den Industrievorstädten von São Paulo.

## Geschichte

### Bis 1985
Die Gruppe wurde 1982 in Mauá gegründet und war Teil des aufkommenden Punk in Brasilien. Einige Mitglieder waren zuvor bereits in Punkbands aktiv, so Sänger Mau in der Gruppe Submundo. Speziell die Szene im Industriegürtel (ABC Paulista) rund um die Millionenstadt São Paulo zeichnete sich durch ausgeprägte Aktivität aus, insbesondere in Zusammenarbeit mit der Szene in São Paulo, mit der sie sowohl ein reger Austausch, als auch eine intensive Rivalität verband, die auch von Gewalt begleitet wurde. Die von der brasilianischen Militärdiktatur geprägte gesellschaftliche Stimmung war insbesondere für die Punkszene ein zusätzlicher Reizfaktor. Unter diesen Begleitumständen begann die Band sich zunehmend dem Oi! und der mit dem Punk verbundenen Skinhead-Subkultur zuzuwenden. Aggressive, mittelschnelle Musik, und ein rauer Humor kennzeichneten ihre Musik.

### 1985–1993
Die Gruppe nahm 1985 ein Demotape auf. Da die Aufnahme eine für die zeitgenössische Punkszene in Brasilien eher überdurchschnittliche Klangqualität aufwies, wurden von den 14 aufgenommenen Stücken die elf annehmbarsten im August 1985 als LP unter dem Titel Mais Podres do que Nunca (dt.: Noch verkommener als je zuvor) veröffentlicht, von dem Independent-Label Rocker. Nachdem die erste Auflage von 4.000 Stück vergriffen war, legte das Lup-Som-Plattenlabel das Album neu auf und setzte über 50.000 Exemplare ab. Im Jahr 1985 waren Garotos Podres dazu auf dem wegweisenden Punksampler Ataque Sonoro (dt. etwa: Hör-Angriff) vertreten, zusammen mit Bands wie Ratos de Porão, Vírus 27, Cólera, Lobotomia, Grinders u. a.
Ihr erstes Album galt lange als meistverkaufte brasilianische Punkplatte und zählt seither zu den Klassikern der brasilianischen Punkgeschichte. Die Gruppe trug damit zur Verbreitung des Punk im Lande bei und wurde in der Folge selbst bekannt, mit Liedern wie Anarquia Oi (dt.: Anarchie Oi) oder Johnny. Die Zensur der Militärregierung hatte zwei Lieder des Albums jedoch zensiert. So durfte neben Vou fazer cocô (dt.: Ich werde A-A- machen) auch das in der Szene beliebte Johnny nicht öffentlich vorgetragen werden, das von einem Punk handelt, der die Todesstrafe einem Leben im unterentwickelten und repressiven Brasilien vorzieht.
Ihr zweites Album Pior que antes (dt.: Schlimmer als zuvor) erschien 1988 unter veränderten Umständen, in einem Brasilien, dass inzwischen die Militärdiktatur hinter sich gelassen hatte, und zeitgleich immer tiefer in die ererbte Wirtschaftskrise schlitterte. Das Album verkaufte noch etwa 15.000 Einheiten. 1993 erschien dann mit Canções para Ninar (dt. etwa: Einschlaflieder) ihr drittes Album, das deutlich verbesserte Klangqualität bot, jedoch auf eine veränderte Punkszene traf, und nach einer Phase geringerer Bandaktivitäten veröffentlicht wurde. Unter jüngeren Punks, speziell den stärker politisierten unter ihnen, kursierten dazu Gerüchte über rechtsradikale Tendenzen der Gruppe, die jedoch ausschließlich auf einem missverständlichen Lied namens Führer auf ihrem Debüt-Album basierten, in Zusammenwirken mit der auch in Brasilien zunehmenden, undifferenzierten Medien-Berichterstattung über rechtsradikale Skinheads. Auch Gewalt auf Konzerten der Gruppe kam immer wieder vor, und sie traten in der Folge seltener öffentlich auf. Das Album erreichte dadurch keine vergleichbaren Absatzzahlen. Es zog jedoch die Aufmerksamkeit der Streetpunk-affinen Szene in Europa auf sich, die zu dem Zeitpunkt im Wachstum begriffen war und sich zunehmend globalisierte.

### 1993–heute
In Frankreich erschien 1994 eine 7"EP mit vier Stücken des Albums, und die Gruppe erhielt eine Einladung des portugiesischen Labels Drunk Records zu einer Tour. 1995 spielten sie, zusammen mit der ebenfalls 1982 gegründeten, portugiesischen Oi!/Punk-Band Mata-Ratos, eine Reihe von Konzerten in Portugal und Deutschland. Passend dazu war eine Split-7"EP erschienen, auf dem Walzwerk-Label, deren Betreiber den deutschen Teil der Tour organisierten. Neben den zwei Mata-Ratos-Stücken war das Garotos Podres-Lied Aos Fuzilados da CSN auf der EP, ein politisches, Reggae-beeinflusstes Streetpunk-Lied, das den bei einem Streik im Stahlwerk der Companhia Siderúrgica Nacional (CSN) Erschossenen gedachte.
1997 erschien mit Com a corda toda (dt.: Mit der ganzen Saite) ein neues Album, auf dem sie auch eine Reihe alter Stücke in aktueller, guter Tonqualität einspielten. Der langjährige Schlagzeuger Português verließ im Anschluss die Band. Er hatte zwischenzeitlich das auch international tätige Plattenlabel Rotten Records gegründet, dem er sich nun stärker widmete. Nach einer weiteren Europa-Tour, die die Gruppe nur durch Portugal und Galicien führte, nahmen die Aktivitäten der Band ab. Sie spielten im Jahr 2000 eines ihrer seltenen Konzerte in Rio de Janeiro, welches 2001 als CD erschien. 2003 brachten sie ihr Album Garotozil de Podrezepam heraus, das in seinem sinnfreien Titel und seiner grafischen Gestaltung an eine Medikamentenverpackung anspielte, und auf dem sie u. a. Die Internationale in der portugiesischsprachigen Fassung nachspielten. Mit der portugiesischen Gruppe Albert Fish spielten sie, nach gemeinsamen Auftritten in Portugal, einige Konzerte in Brasilien, und veröffentlichten mit ihnen 2006 eine Split-CD.
Zu ihrem 20. Bandjubiläum 2002 war ein Tributealbum mit 23 Stücken von ebenso vielen Bands erschienen. Gruppen wie Muerte Lenta aus Argentinien oder ihre Tourbleitung Acromaníacos aus Portugal, und brasilianische Bands wie Inocentes, Ratos de Porão, Zumbis do Espaço, Muzzarelas oder Ação Direta, spielten dabei Lieder aus allen Phasen der Garotos Podres nach, und im Beiheft wurde anhand von Fotos und Informationen die Bandgeschichte in groben Zügen dargestellt.

## Diskografie
- 1985: Mais Podres do que Nunca (LP; 1993 CD-Wiederveröffentlichung mit einem neuen Bonus-Song)
- 1988: Pior que Antes (LP; 1995 CD-Wiederveröffentlichung)
- 1993: Canções para Ninar (CD)
- 1994: Mordomia (7"EP mit 4 Stücken des Canções para Ninar-Albums)
- 1995: Bebedeiras e Miúdas (7"-Tour-Split-EP mit Mata-Ratos)
- 1995: Rock de Subúrbio – Live! (CD)
- 1997: Com a Corda Toda (CD)
- 1997: Arriba! Arriba! (Best-of-CD)
- 1997: Garotos Podres  (Best-of-CD)
- 2002: Garotos Podres – Live in Rio (CD)
- 2003: Garotozil de Podrezepam (CD)
- 2006: Garotos Podres & Albert Fish (Split-CD mit Albert Fish)
- 2010: Working Class Anthems (CD-R, Best of, Bootleg)